# Oppervlaktepiercing

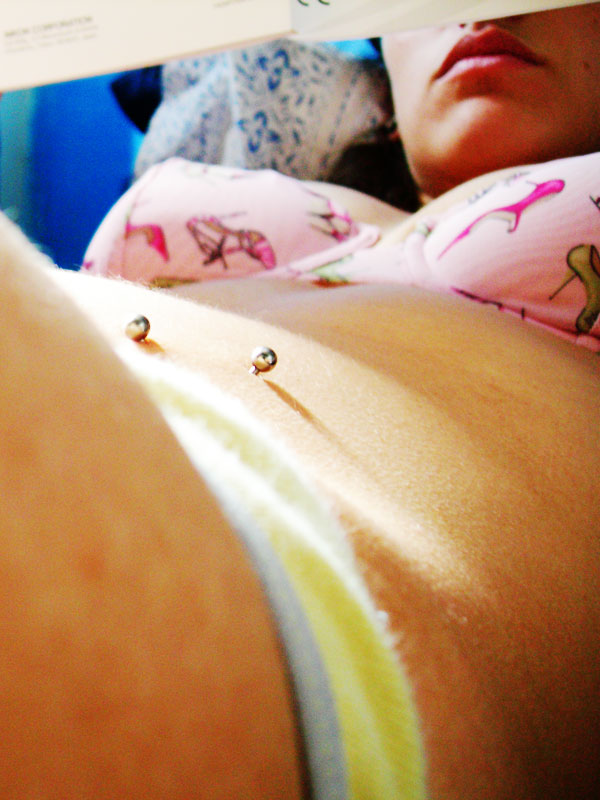
Oppervlaktepiercing naast de heup

Een oppervlaktepiercing is een piercing die onder de oppervlakte van een min of meer vlak gedeelte van de huid wordt geplaatst. Dit in tegenstelling tot meer gebruikelijke piercings, die worden geplaatst in een dun uitstekend lichaamsdeel, zoals een oorlel of een wenkbrauw. Het gebruikte sieraad is doorgaans een staafje met omgebogen uiteinden (in de vorm van de letter 'U'), zodat alleen de uiteinden van het staafje zichtbaar zijn. Oppervlaktepiercings staan onder grotere druk dan de meer gebruikelijke piercings, waardoor de kans op uitgroeien aanzienlijk groter is. De omgebogen uiteinden verkleinen deze druk. De huid kan daardoor in haar normale vlakke positie blijven.
De microdermal piercing is een eenpuntsversie hiervan.